# Volontaires pour la défense de la patrie
Die Freiwilligen für die Verteidigung des Heimatlandes (französisch Volontaires pour la défense de la patrie, kurz VDP) sind eine bewaffnete Vigilantengruppe in Burkina Faso, die zur Bekämpfung dschihadistischer Aufständischer gegründet wurde. Sie ist eine Hilfstruppe zur Unterstützung der regulären Streitkräfte Burkina Fasos und umfasst etwa 30.000 Kämpfer.

## Hintergrund
Im islamistischen Aufstand in Burkina Faso kämpfen verschiedene dschihadistische Terrorgruppen, darunter der Islamische Staat, die Dschamāʿat Nusrat al-Islām wa-l-Muslimīn und die Ansar Dine gegen den Staat Burkina Faso und seine Streitkräfte.

## Geschichte

### Gesetzliche Grundlage
Am 7. November 2019 forderte Roch Marc Kaboré, der Präsident von Burkina Faso, nach einem Angriff von Islamisten auf einen Bergbaukonvoi die Einrichtung einer zivilen Selbstverteidigungstruppe. Am 21. Januar 2020 verabschiedete das Parlament von Burkina Faso ein Gesetz zur Gründung der "Freiwilligen für die Verteidigung des Heimatlandes". Das Gesetz sah vor, dass Menschen freiwillig der VDP beitreten konnten und nach einer 14-tägigen Ausbildung mit Kommunikations- und Sichtgeräten sowie Waffen ausgestattet werden sollten.
 Bereits existierende Vigilantengruppen wie die "Dozo" und "Koglweogo" wurden in die VDP eingegliedert.
Das Gesetz sieht vor, dass neue Mitglieder für die VDP in Regionen rekrutiert werden sollen, die vom islamistischen Aufstand bedroht sind. Die zweiwöchige Ausbildung soll neben dem Training zu Militärtaktiken, Errichtung von Kontrollpunkten und Hinterhalten und dem "staatsbürgerlichen" Umgang mit Waffen auch "moralische Bildung" und Respekt für die Menschenrechte beinhalten.

### Erweiterungen und Kämpfe
Am 4. Juni 2021, während der Massaker in Solhan und Tadaryat, griffen Dschihadisten zunächst Kasernen der VDP an, bevor sie Zivilisten erschossen. Am 11. Juni 2021 wurden sechs VDP-Kämpfer bei einem Hinterhalt von Islamisten in Kogolbaraogo getötet. Im Dezember 2021 wurden bei einem dschihadistischen Angriff viele VDP-Kämpfer getötet, darunter einer ihrer Anführer, Ladij Joro.

Nach mehreren Demonstrationen kündigte der Präsident Burkina Fasos im Juli 2021 an, die VDP zu reformieren, um die Sicherheitslage im Land zu verbessern.
Im November 2022 startete die burkinische Regierung eine großangelegte Rekrutierungsaktion, bei der sich 90.000 neue Freiwillige für die VDP registrierten.

Bei zwei Anschlägen in Boucle du Mouhoun am 19. Januar 2023 kamen 16 VDP-Kämpfer und zwei Zivilisten ums Leben.

## Kritik
Menschenrechtsorganisationen kritisieren den im Gesetz zur Gründung der VDP festgeschriebenen Einfluss lokaler Gemeindevorsteher auf die Auswahl von Rekruten, sie befürchten, dass Selbstverteidigungsgruppen ethnische Dimensionen entwickeln könnten. Einigen der Gruppen, die in die VDP eingegliedert werden sollten, werden Menschenrechtsverletzungen vorgeworfen. Die Fähigkeit der Regierung, die Vigilantengruppen unter Kontrolle zu halten, wird von Beobachtern angezweifelt und die Zahl der Grauzonen in dem Gesetz kritisiert.

### Menschenrechtsverletzungen
Mitgliedern der VDP werden die Ermordung von 19 Männern in der Nähe von Manja Hien im Februar 2020 und Angriffe auf Dörfer der Fulbe in Yatenga vorgeworfen, bei denen 43 Menschen getötet wurden.
Der burkinischen Armee und der VDP werden Folter, unrechtmäßige Tötungen und gewaltsames Verschwindenlassen im Rahmen von Anti-Terror-Einsätzen vorgeworfen. Wenige der Täter wurden strafrechtlich verfolgt.
Die VDP wird beschuldigt, am 20. April 2023 zusammen mit burkinischen Sicherheitskräften ein Dorf in Yatenga eingekreist und wahllos auf Zivilisten geschossen und anschließend Moscheen, Geschäfte und Wohngebäude geplündert zu haben. Bei dem Massaker wurden 150 Menschen getötet.
Laut ACLED wurden bis zum Sommer 2021 bei mehreren Dutzend Operationen der VDP, die sich gegen Zivilisten richteten, 95 Menschen getötet.